# الدين في تنزانيا
<div style="border:solid transparent;position:absolute;width:100px;line-height:0;
الدين في تنزانيا (2010)

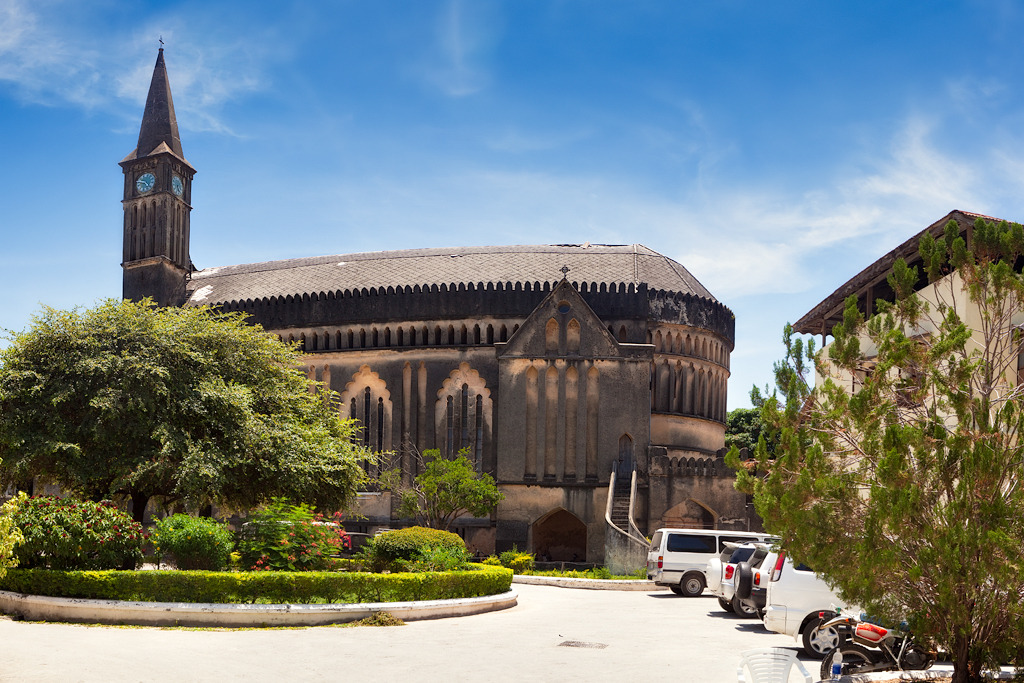
كنيسة المسيح في مدينة زنجبار الحجرية

تُعدّ المسيحية الديانة الأكثر انتشارًا في تنزانيا، مع أقلية مسلمة كبيرة. كما توجد مجموعات صغيرة من الوثنيين والممارسين لديانات أخرى، إلى جانب من لا ينتمون لأي ديانة.
تُرسّخ تنزانيا مبدأ العلمانية، وتكفل حرية الدين في دستورها، مما يضمن للجميع ممارسة شعائرهم الدينية والمعتقدات الروحية بكل حرية وانفتاح.